# GlaBotKi
GlaBotKi (da "Gladbeck, Bottrop, Kirchhellen") era il nome non ufficiale con cui era indicata la città tedesca di Bottrop (Renania Settentrionale-Vestfalia) dopo l'annessione della città di Gladbeck e del comune di Kirchhellen.
L'unione durò solo pochi mesi, da 1º gennaio al 6 dicembre 1975; lo scioglimento fu dovuto alle proteste dei cittadini di Gladbeck.
Kirchhellen fu tuttavia annessa definitivamente a Bottrop il 1º luglio 1976.